# Duško Kuliš
Duško Kuliš (* 7. Februar 1960 in Kreševo, Jugoslawien) ist ein kroatischer und bosnischer Volksmusiker und Songwriter.

## Leben
Kuliš wuchs mit seinen Eltern Lucija und Baja sowie seinen vier Geschwistern in seiner Geburtsstadt Kreševo im zentralen Bosnien auf. Von seinem älteren Bruder Dragan bekam er das Harmonika-Spielen beigebracht. Eine professionelle Karriere begann er 1978. Zunächst blieb Duško Kuliš noch unbekannt. 1983 veröffentlichte er dann sein erstes Studioalbum (Label: Jugoton) unter dem Namen "Nisu moje godine za tebe" (Meine Jahre sind nicht für dich). Im Laufe seiner Karriere veröffentlichte er über zehn Alben. Sein bekanntestes Lied ist bis heute "Bez tebe je gorko vino" (Ohne dich ist es bitterer Wein), das er am häufigsten auf Konzerten sowie bei Fernsehauftritten singt.

## Privates
Kuliš ist verheiratet und hat zwei Kinder, mit denen er in Kroatien lebt.

## Diskografie
- Nisu moje godine za tebe (1983, Jugoton)
- Priđi mi bliže (1985, Jugoton)
- Nemirna ljubav (1987, Jugoton)
- Kako ću bez tebe (1988, Jugoton)
- Ako jednom poželiš da odeš (1990, Jugoton)
- Ne zovi me u zoru (1994)
- Kaži nebo (1995, Croatia Records)
- Ne palite za mnom svijeću (1996, Dammic)
- Imaš li dušu (1999, Croatia Records)
- Megamix (2000, Croatia Records)
- SuperMegaMix (2001, Croatia Records, HR: Gold)[1]
- Megamix 2004 (2004, Croatia Records, HR: Silber)
- Umri muški (2002)
- Otkopčano – Zakopčano (2005, Croatia Records)
- Eto pitaj pola grada (2008, Croatia Records)
- Nije srce na prodaju (2009)